# Paddestraat
De Paddestraat is een straat in de Vlaamse Ardennen in Velzeke, een dorp in de Belgische gemeente Zottegem. De kasseiweg start op het Romeins Plein te Velzeke en loopt westwaarts door tot de Zwalmbeek op de grens met Roborst (Zwalm), waar de naam verandert in Borstekouterstraat.

## Geschiedenis
De Paddestraat stond al in 1672 bekend als inde padestraete en in 1703 als de paddestrate. De naam is ontleend aan het feit dat de pad, een kikvorsachtige amfibie, in het voorjaar bij regenachtig weer 's avonds in groten getale de straat oversteekt op weg naar zijn voortplantingswater aan de Molenbeek.
De straat is een deel van de Heirbaan Boulogne-Asse-Tongeren en ligt ook op de toeristische route Romeinse weg Bavay-Velzeke. Het kasseideel van de Paddestraat werd in 1995 als monument beschermd.
Langs de straat bevinden zich het beschermde Schaliënhof en het Hof de Moriaan, dat met zijn omgeving beschermd is. In de Paddestraat bevinden zich ook het Provinciaal Archeocentrum Velzeke en de resten van de Van Themsches molen. In 2024 werd aan het Archeocentrum Velzeke (hellend terrein aan de Paddestraat) een Romeinse wijngaard aangeplant (johanniter en Souvignier Gris).

## Wielrennen
In het wielrennen werd de straat meermaals opgenomen in het parcours van de Vlaamse voorjaarsklassiekers. De lengte van de kasseistrook bedraagt circa 2.400 meter.
In 1973 deed de Ronde van Vlaanderen deze kasseiweg voor de eerste maal aan. Langs de Paddestraat werd in 2005 een monument voor de Ronde opgetrokken. Het toont een kassei als kenmerk voor de Paddestraat en een cirkel als symbool voor de Ronde. De namen van de winnaars van elke editie van de Ronde van Vlaanderen die over de straat trok worden er op aangetekend.
In de Paddestraat kwam Cofidis-renner Philippe Gaumont in de regenachtige Ronde van Vlaanderen van 1999 zwaar ten val. De Fransman reed aan kop van de wedstrijd toen hij een bocht naar rechts verkeerd nam en zijn pols brak. De bewuste bocht werd sindsdien geregeld de 'Gaumont-bocht' genoemd. In 1988, 2011 en 2023 deed de Ronde de Paddestraat niet aan. 
De Paddestraat wordt soms ook opgenomen in andere wielerwedstrijden, zoals Omloop Het Nieuwsblad, E3 Harelbeke en tot 2017 in de Driedaagse van De Panne-Koksijde.
In 2024 wordt de Paddestraat opgenomen in het Belgisch kampioenschap wielrennen voor heren elite met contract.
De kasseistrook is ook opgenomen in de gele lus van de recreatieve fietsroute Ronde van Vlaanderenroute.

## Afbeeldingen

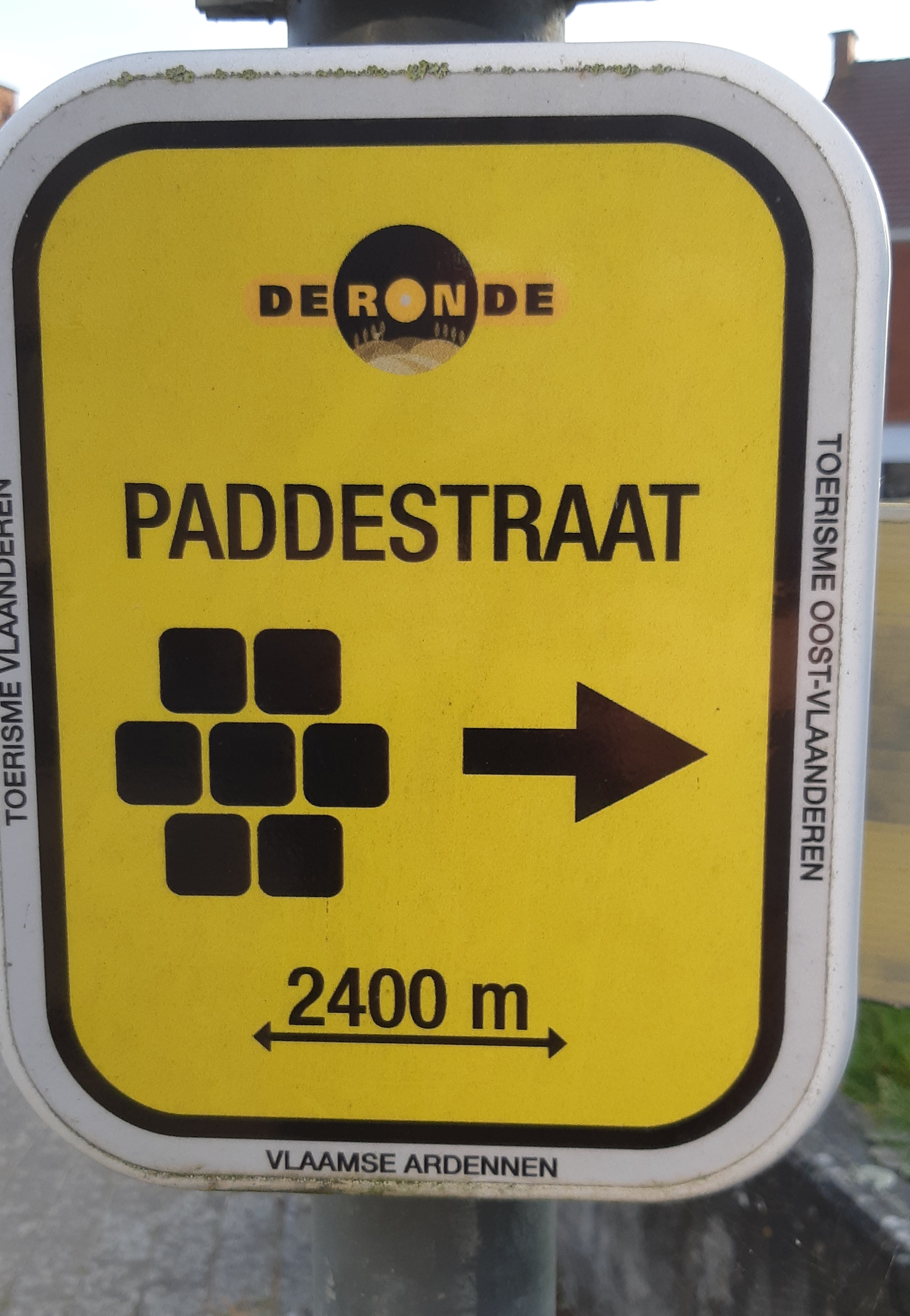
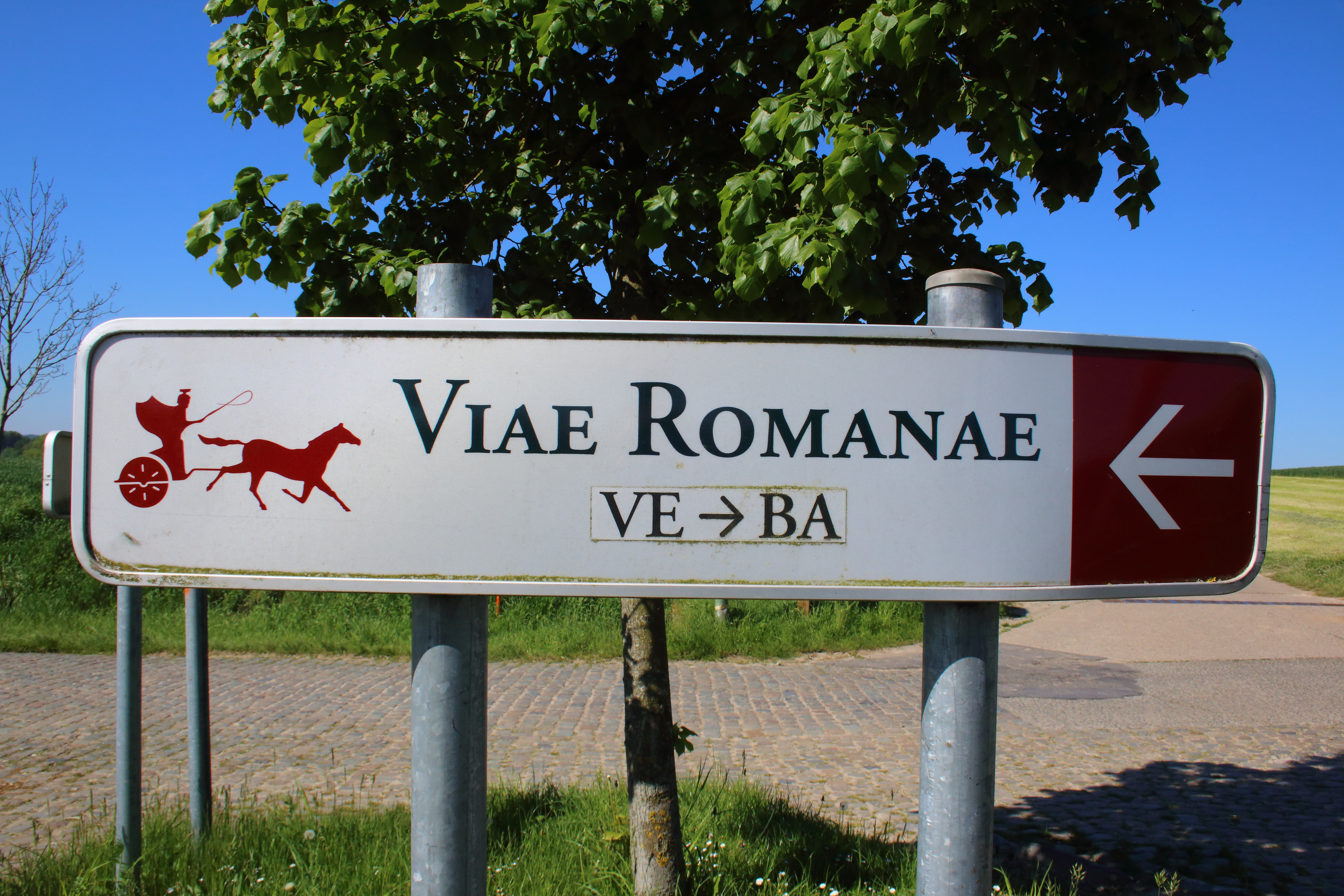
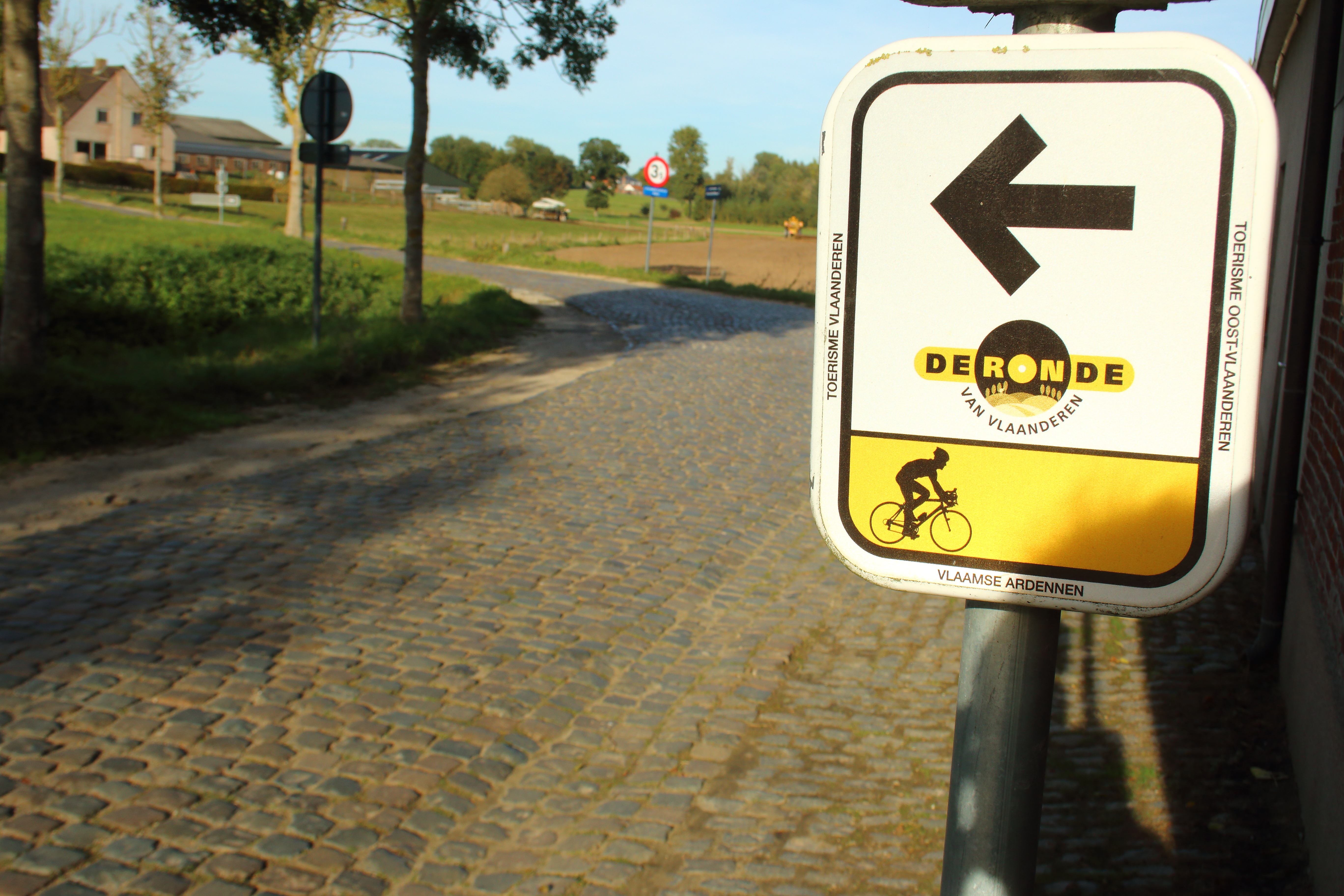
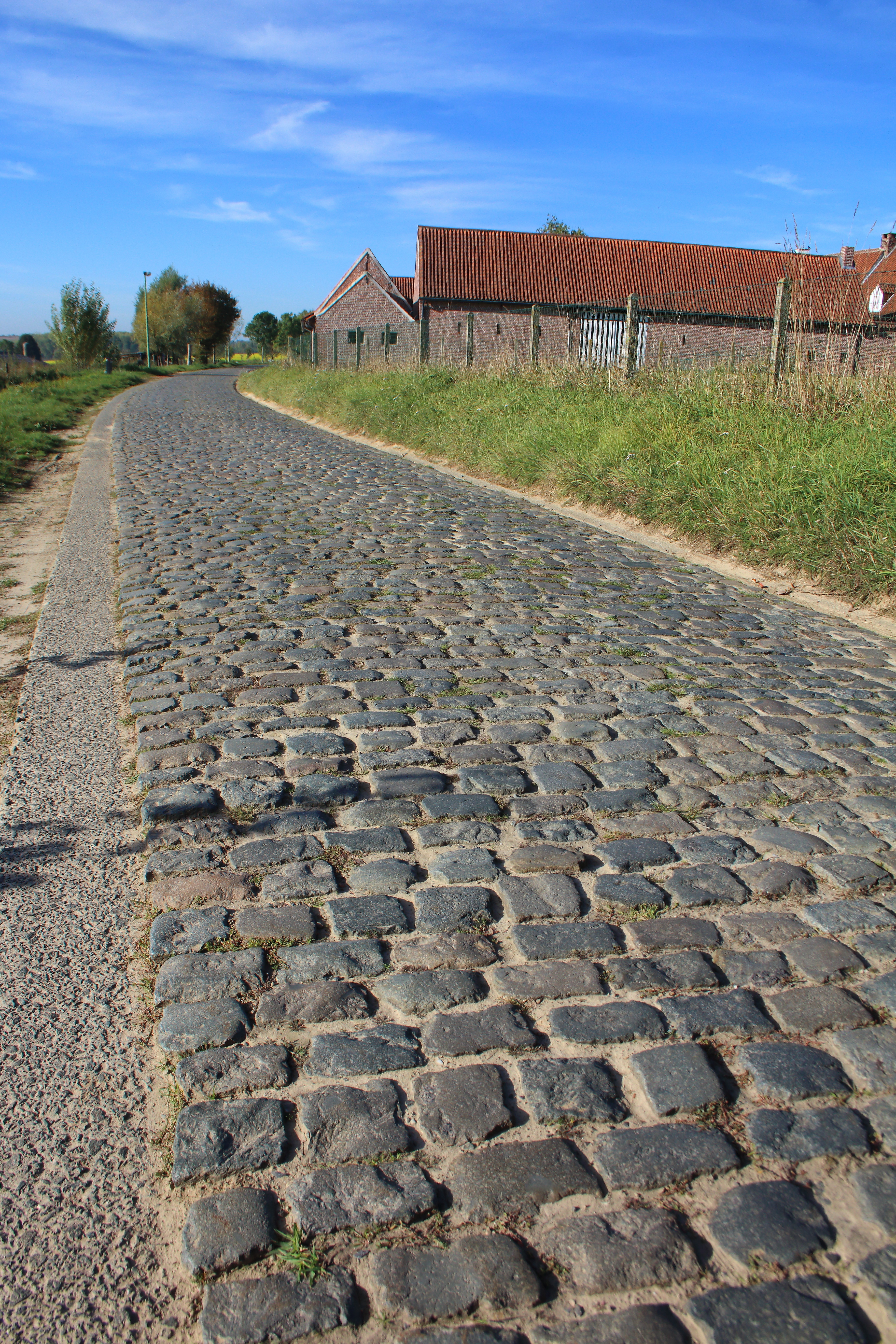
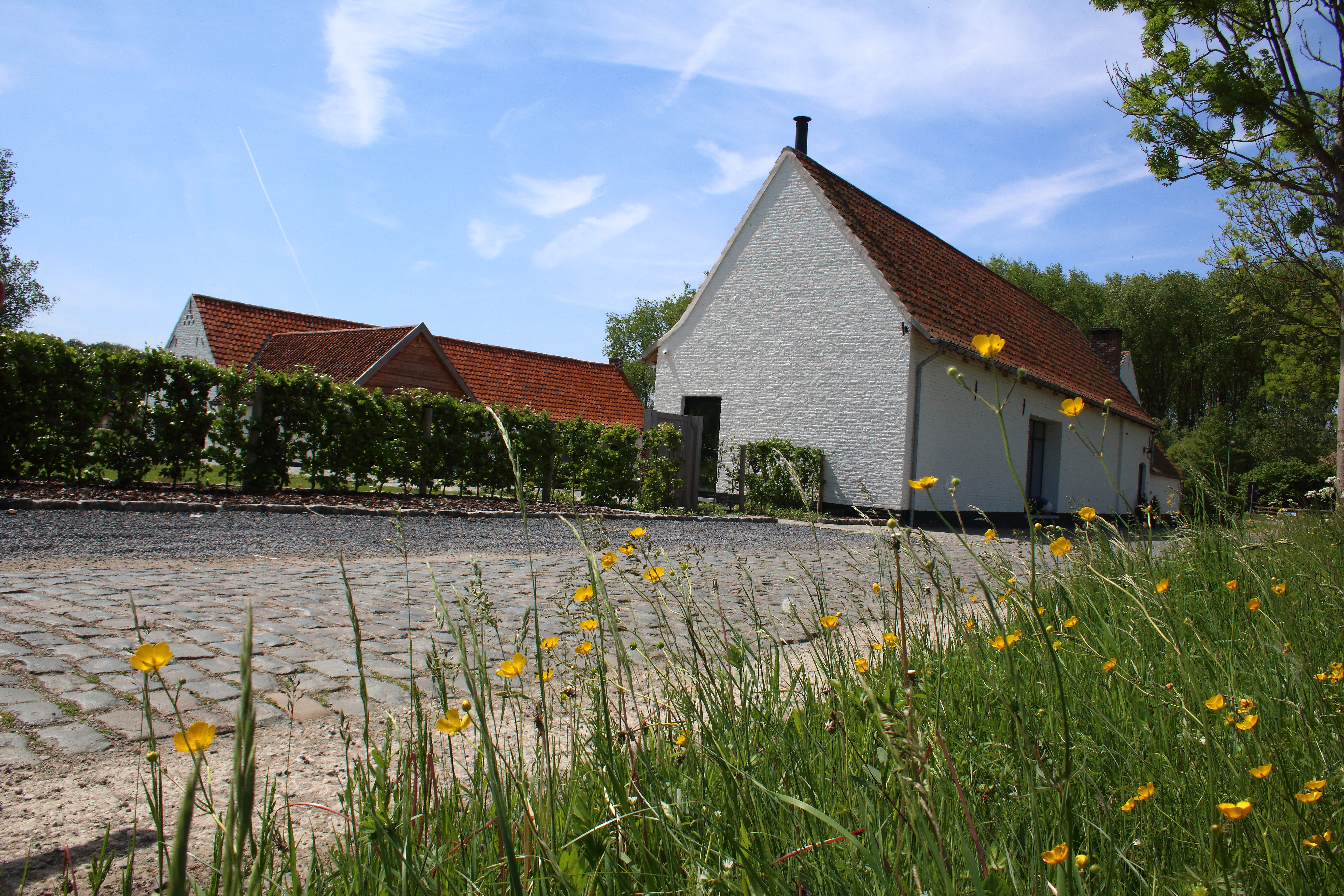
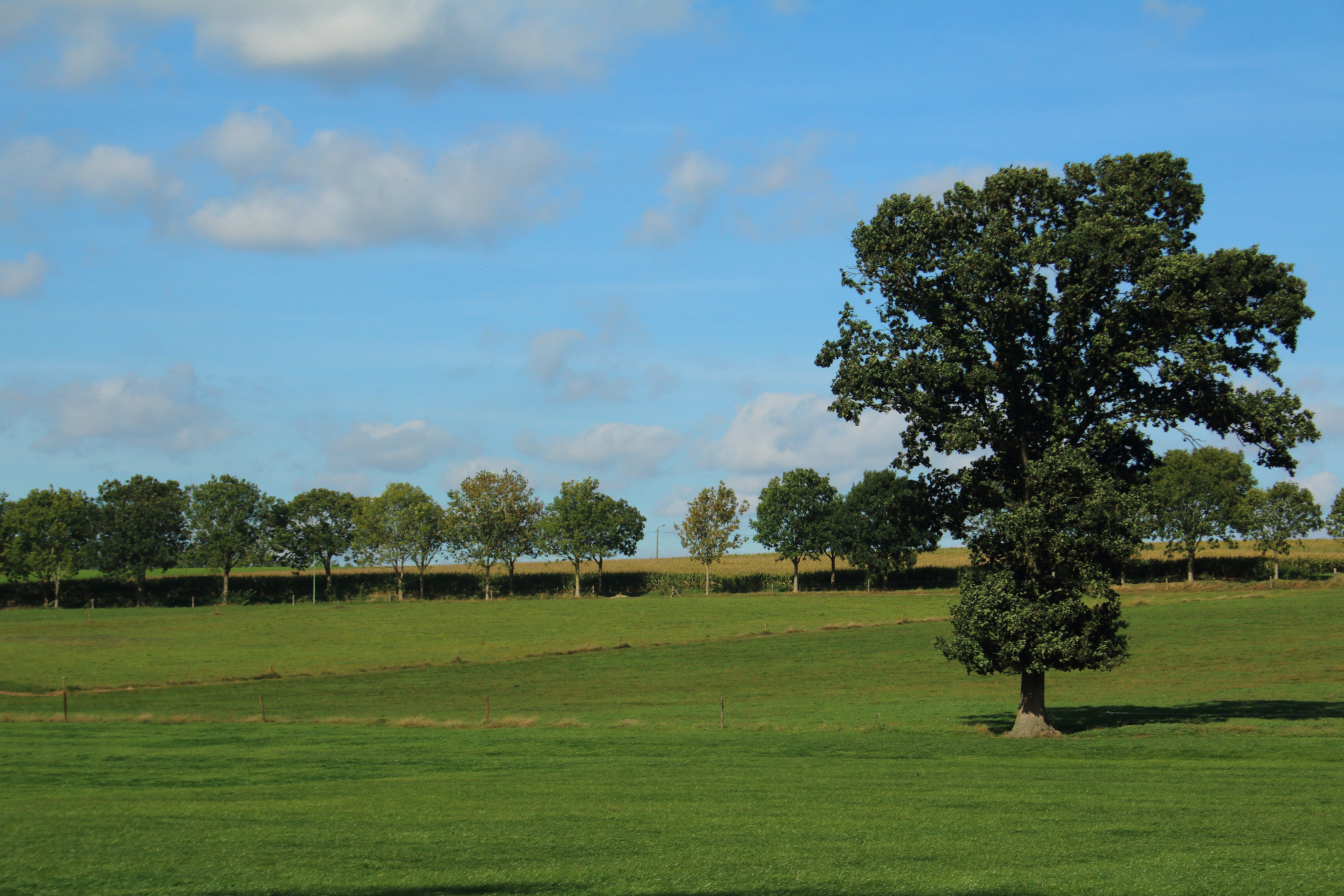
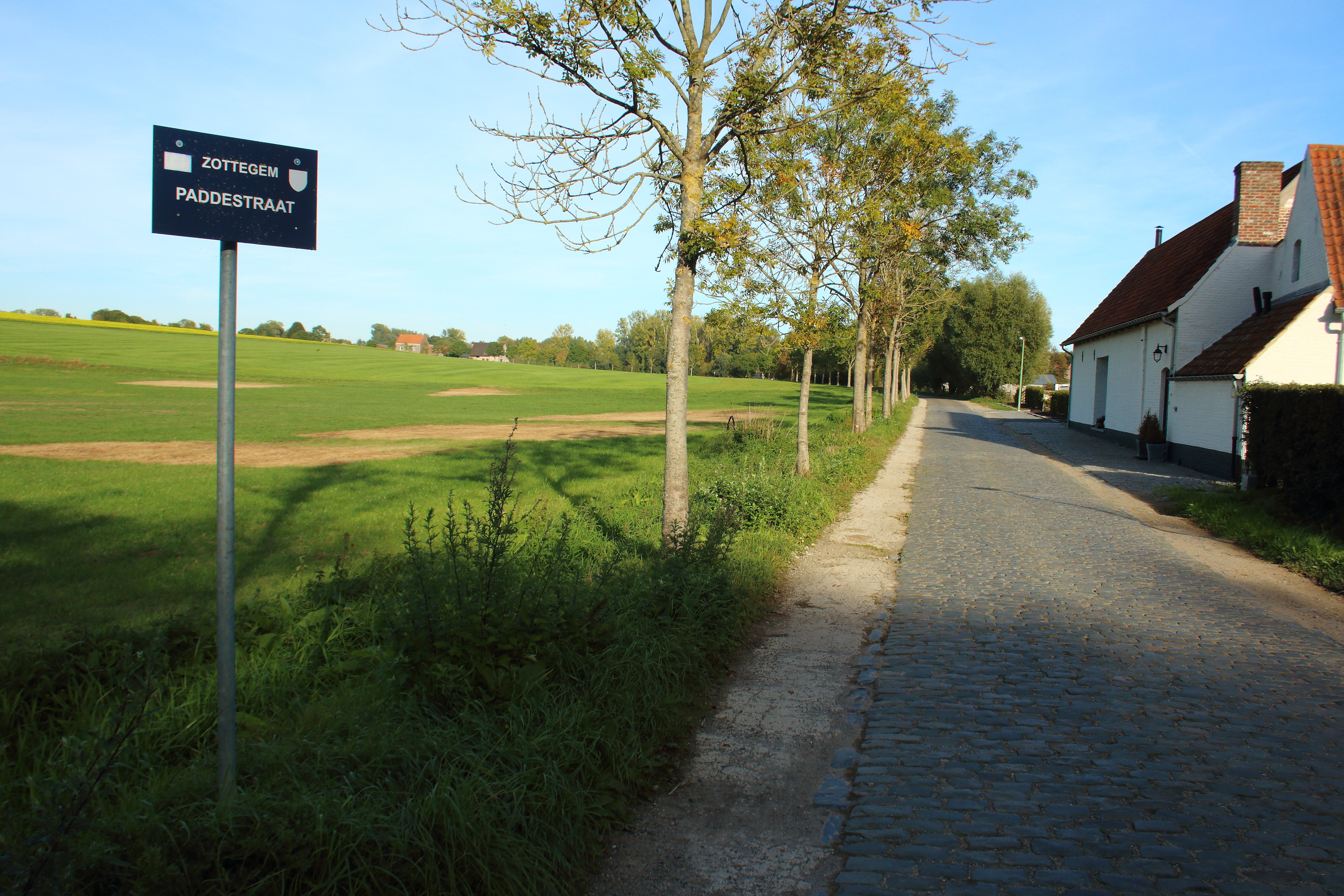